# Batalla de Víborg
La batalla de Víborg va tenir lloc a la ciutat de Víborg. La batalla va durar del 24 al 29 d'abril de 1918 entre la Guàrdia Roja o els socialistes i la Guàrdia Blanca o els monarquistes, i va ser l'última batalla de la guerra civil finlandesa. Durant la batalla, els guàrdies vermells anaven dirigits per Kullervo Manner i Míjail Svechnikov, mentre que els guàrdies blancs eren comandats una vegada més pel general Löfström. Els Blancs desponien d'una força de 18.500 homes mentre que els Vermells van poder agrupar només 5.000. Tots dos exèrcits tenien a les seves línies milicians i caçadors locals a part dels soldats. Va ser la tercera batalla urbana mes gran de la Guerra Civil finlandesa.
La batalla va ser guanyada per els Blancs i això va permetre que entresin a la ciutat de Víborg massacrant 360 a 420 Rusos i altres no-finlandesos, incloent jueus i polacs.